# Louise Mushikiwabo
Louise Mushikiwabo, née le 22 mai 1961 à Kigali (Rwanda), est une femme politique rwandaise. Ministre de l'Information puis des Affaires étrangères du Rwanda de 2009 à 2018, elle est élue secrétaire générale de l’Organisation internationale de la francophonie (OIF) en octobre 2018 et entre en fonction en janvier 2019. En novembre 2022, elle est réélue à la tête de l'organisation pour un second mandat.

## Biographie

### Jeunesse et études
Louise Mushikiwabo naît à Kigali en 1961, dans une famille tutsi. Elle est la nièce « à la mode de Bretagne » de l'abbé Alexis Kagame, grand philosophe et historien rwandais. En 1981, elle entreprend des études d'anglais à l'université nationale du Rwanda à Butare, où elle obtient son diplôme en 1984.
Elle quitte en 1990 le Rwanda pour les États-Unis où elle fait des études d'interprétariat. Cet exil lui sauve sans doute la vie : en effet, la plupart des membres de sa famille sont victimes du génocide en 1994, notamment son frère, Lando Ndasingwa, ministre et figure du Parti libéral rwandais, tué le 7 avril 1994, premier jour des massacres. Elle consacre un ouvrage au génocide, Rwanda Means the Universe : A Native’s Memoir of Blood and Bloodlines (2006).

### Carrière politique au Rwanda

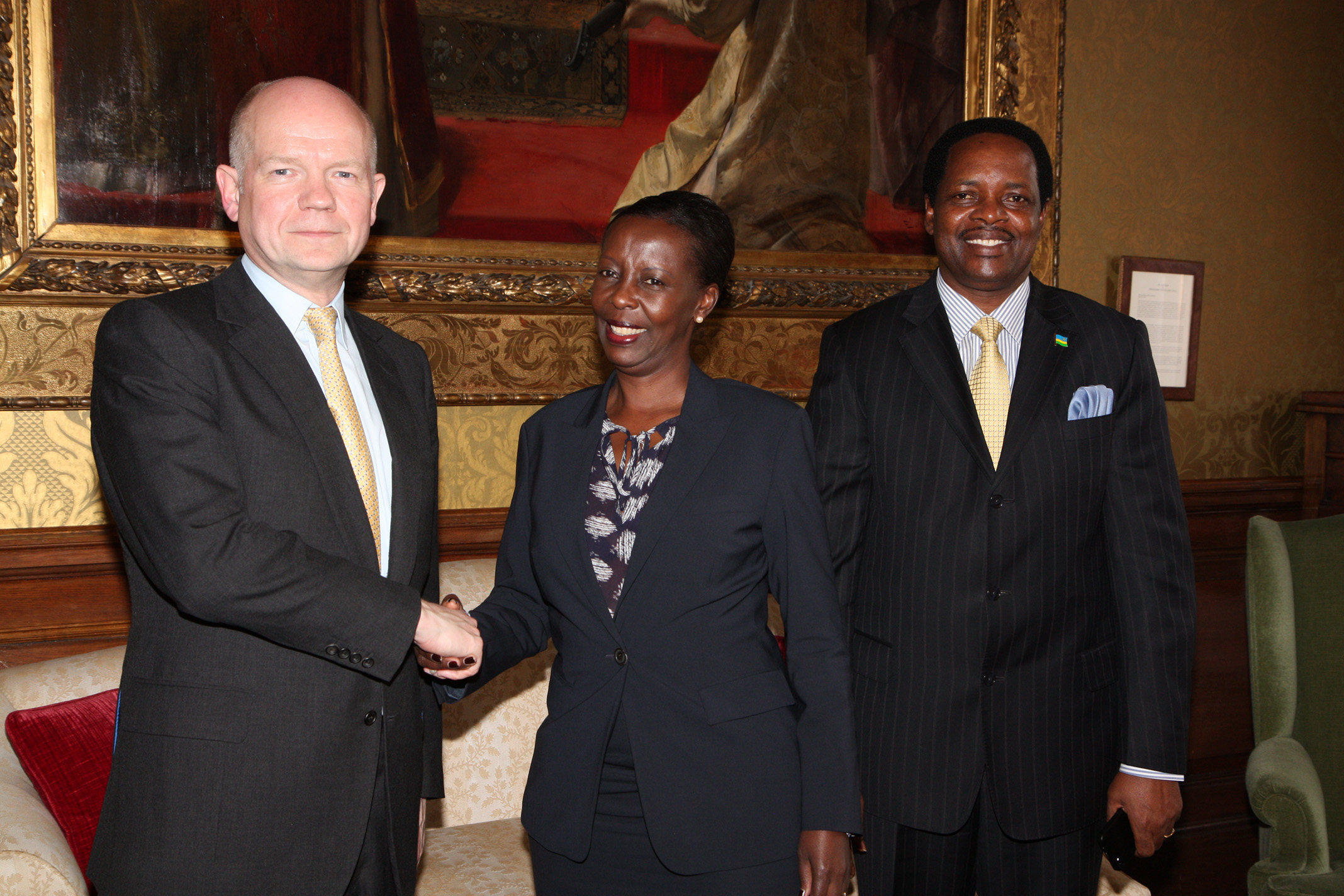
William Hague et Louise Mushikiwabo en 2013.

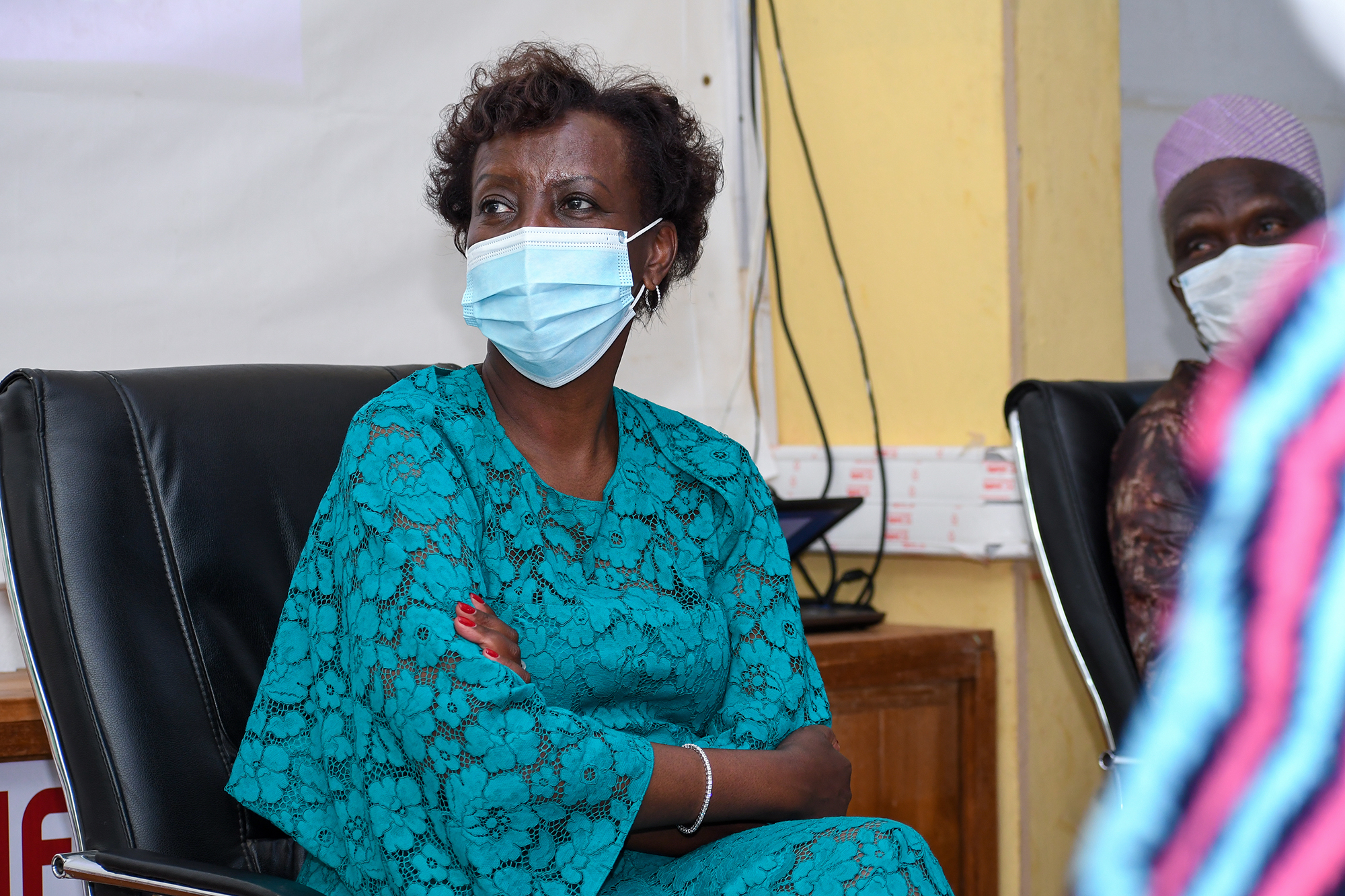
Louise Mushikiwabo à l'université du Bénin en 2020.

Trilingue (kinyarwanda–français–anglais), mariée à un Américain, elle travaille comme traductrice aux États-Unis, puis revient au Rwanda en 2008. Elle travaille en Tunisie, comme directrice de la communication de la Banque africaine de développement puis rentre au Rwanda, où elle est nommée ministre de l'Information par Paul Kagame, dont elle est proche, sans jamais avoir rejoint le Front patriotique rwandais. Elle est ensuite ministre des Affaires étrangères et de la Coopération de décembre 2009 à octobre 2018.

### Secrétariat général de l'Organisation internationale de la francophonie
En 2018, Louise Mushikiwabo se porte candidate à la fonction de secrétaire générale de l'Organisation internationale de la francophonie (OIF) lors du XVIIe Sommet de la francophonie qui se tient en octobre à Erevan en Arménie. Elle fait figure de favorite, bien que la perspective de son élection suscite des critiques de deux ordres : d'une part, le Rwanda suscite des réserves en matière de défense des droits fondamentaux de ses citoyens, d'autre part, ce pays « s'illustre peu dans la défense de la langue française », notamment en adoptant l’anglais comme langue nationale en 2003 et en donnant au français une place moins importante dans l'enseignement,. 
Grâce au soutien de la France (qui souhaiterait apaiser les tensions avec le Rwanda, au sujet du contentieux qui opposent les deux pays sur le génocide de 1994), d'autres pays européens, et surtout des pays membres de l'Union africaine qui la soutiennent à l'unanimité, elle est élue à cette fonction le 12 octobre 2018, pour un mandat de 4 ans et prend ses fonctions le 1er janvier 2019. Elle est, à compter de son élection, installée à Paris, ville hôte de l'Organisation internationale de la francophonie.
En novembre 2022, elle à nouveau réélue à l'unanimité, lors du 18e sommet de l'institution à Djerba, par l'ensemble des États et gouvernements membres de la Francophonie. Son mandat est reconduit pour une durée de quatre ans.

## Publications
- (en) Rwanda Means the Universe : A Native’s Memoir of Blood and Bloodlines, St. Martin's Press, 2006, 384 p. (ISBN 978-0-312-20959-9)